# 272746 Paoladiomede
272746 Paoladiomede este un asteroid din centura principală de asteroizi.

## Descriere
272746 Paoladiomede este un asteroid din centura principală de asteroizi. A fost descoperit pe 29 decembrie 2005 la Suno de S. Foglia. Asteroidul prezintă o orbită caracterizată de o semiaxă mare de 2,77 ua, o excentricitate de 0,19 și o înclinație de 7,0° în raport cu ecliptica.